# MySims Racing
MySims Racing è un gioco per Nintendo DS e Wii. Il gioco assomiglia ad altri giochi, come Mario Kart e Need for Speed, però presenta alcune caratteristiche uniche.

## Personaggi
Qui di seguito ci sono i personaggi giocabili nel gioco per Wii.
Kart
- Beebee
- Brandi
- Chaz McFreely
- DJ Candy "Supergroove"
- Dr. F
- Fire Chief Ginny
- King Roland
- Makoto
- Mel the Mummy
- Morcubus
- Ol' Gabby
- Sir Charles
- Star
- T.O.B.O.R.
- Violet Nightshade
- Roxie Road

Proprietari d'aziende
- Chef Gino Delicioso
- Chef Watanabe/Sachiko Watanabe
- Dolly Dearheart
- Goth Boy
- Madame Zoe
- Master Aran
- Poppy
- Professor Nova
- Rosalyn P. Marshall
- Roxie Road
- Samurai Bob
- Shirley
- Travis
- Trevor Verily
- Vic Vector

Altri
- Esma
- Gonk
- Luis
- Roger
- Sir Vincent Skullfinder
- Summer
- Grandma Ruthy